# Dogman – Kutyák királya
A Dogman – Kutyák királya (eredeti cím: Dogman) 2018-as olasz bűnügyi-filmdráma, amelyet Matteo Garrone rendezett. A filmet beválogatták a 2018-as cannes-i filmfesztiválon az Aranypálmáért folyó versenybe. Cannes-ban Marcello Fonte elnyerte a legjobb színésznek járó díjat. Bár a 91. Oscar-díjkiosztón a legjobb idegen nyelvű film kategóriában olasz jelöltként szerepelt, a projektet mégsem választották jelöltként.

## Cselekmény
Marcello egy csendes kutyakozmetikus, aki a Róma melletti Maglianában él. Dolgozik, szereti lányát, Alidát, és békés kapcsolatot ápol a szomszédokkal. De kokainnal is kereskedik, hogy kiegészítse jövedelmét. Egyik vevője Simoncino, egy erőszakos egykori bokszoló, aki meglopja és terrorizálja a környezetében élőket. Marcello időnként kap egy kis részt a zsákmányából.
Egy nap Simoncino megtudja, hogy Marcello boltja egy ékszerüzlet szomszédságában van, és azt javasolja Marcellónak, törjön lyukat a falon, és rabolja ki a szomszédos üzletet. Marcello azonban nem akarja kockára tenni a barátságát a többi szomszéddal. Simoncino kényszeríti őt a kulcs átadására, kitakarítja a boltot, és másnap a rendőrség letartóztatja Marcellót, mert a bizonyítékok ellene szólnak. Mivel nem akarja feladni Simoncinót, Marcellónak börtönbe kell vonulnia.
Egy évvel később Marcellót kiengedik, de a szomszédai őt hibáztatják a bolti lopásért, és nem akarnak tőle semmit. Az üzlete most rosszabbul megy. Simoncino semmiféle hálát nem mutat Marcello hűségéért, és elköltötte az összes pénzt – beleértve Marcello részesedését is. Marcello már kevésbé hajlandó engedni, és mivel Simoncino nem hajlandó neki adni a részét, Marcello megrongálja a motorját. Másnap Simoncino megveri és megalázza őt az összes szomszéd előtt.
Néhány nappal később Marcello elmondja Simoncinónak, hogy drogdílerekkel találkozott, és ki akarja rabolni őket a boltjában. Megkéri Simoncinót, segítsen neki a tervében, és tartsa meg az ellopott drogot. A boltban Marcello ráveszi Simoncinót, hogy bújjon el egy ketrecben, így meglepheti a drogdílereket. Amikor Simoncino a ketrecben van, Marcello bezárja a ketrecet, és azt mondja neki: ezúttal Simoncino lesz a megalázott. A dühtől megvadulva Simoncinónak sikerül feltörnie a ketrecet. Marcello egy vasrúddal leüti és megkötözi. Amikor Simoncino hirtelen magához tér, megpróbálja megfojtani a kutyakozmetikust.
Marcello, miközben megpróbálja kiszabadítani magát, egy lánccal fojtogatja az egykori bokszolót. Ahhoz, hogy a holttestet eltüntesse, a tengerpartra viszi elégetni. Ezután eloltja a lángokat, és meg akarja mutatni a szomszédainak, hogy megszabadította őket Simoncinótól. De a hely kihalt, az összes szomszéd eltűnt, és úgy tűnik, egyedül hagyták őt. Továbbra sem világos, hogy Marcellónak valóban sikerült-e megszabadulnia.

## Szereplők
| Szerep          | Eredeti hang   | Magyar hang       |
| --------------- | -------------- | ----------------- |
| Marcello        | Marcello Fonte | Karácsonyi Zoltán |
| Simoncino       | Edoardo Pesce  | Schmied Zoltán    |
| Simoncino anyja | Nunzia Schiano | Pásztor Erzsi     |
| Franco          | Adamo Dionisi  | Csankó Zoltán     |
| Mirko           | Mirko Frezza   | Sarádi Zsolt      |
| rendőrfelügyelő | Aniello Arena  | Szakács Tibor     |

## Fordítás
- Ez a szócikk részben vagy egészben  a   Dogman (2018 film) című angol Wikipédia-szócikk fordításán alapul.  Az eredeti cikk szerkesztőit annak laptörténete sorolja fel. Ez a jelzés csupán a megfogalmazás eredetét és a szerzői jogokat jelzi, nem szolgál a cikkben szereplő információk forrásmegjelöléseként.